# بحر سوموف

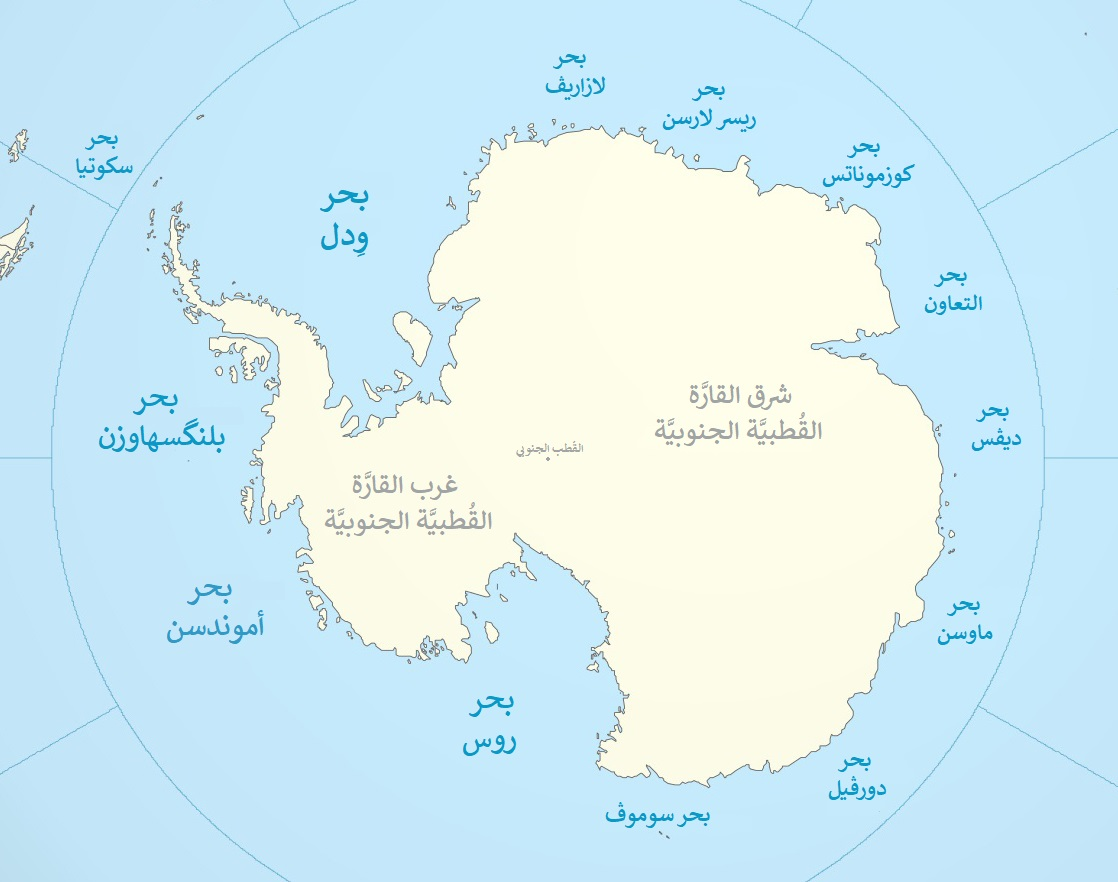
أسفل الصورة بحر سوموف جزء من المحيط الجنوبي

بحر سوموف هو بحر هامشي في المحيط الجنوبي، ويقع إلى الشمال من الجزء الشرقي من شبه القارة القطبية الجنوبية شرق القارة القطبية الجنوبية، شمال ساحل أوتس،أرض فيكتوريا ، وساحل جورج الخامس، ما بين 150 درجة و170 درجة شرقا. غربه يقع بحر دورفيل. شرق كيب أدار، في 170 ° 14 'شرقا، بحر روس.
بحر سوموف يبلغ 1،150،000 كيلومتر مربع حجما وعمقا يصل إلى 3000 مترا.
240 كم شمال ساحل البر الرئيسى تقع جزر باليني في بحر سوموف.
أسم البحر على شرف عالم المحيطات الروسي والمستكشف القطبي ميخائيل سوموف الذي بين عامي 1955 و1957 كان أول قائد لأول رحلة كشفية سوفيتية إلى القطب المتجمد الجنوبي.